# Shō En
Shō En (尚圓 Thượng Viên) (1415–1476, trị vì 1470-1476) là một vị vua của vương quốc Lưu Cầu, ông là người sáng lập nên vương triều Shō II. Trước khi trở thành vua, ông được biết đến với tên gọi Kanamaru (金丸).

## Thời trẻ
Kanamaru được sinh ra trong một gia đình nông dân nghèo tại đảo Izena, một hòn đảo nhỏ ở phía bắc của đảo Okinawa. Ông được cho là đã mất bố mẹ từ lúc khoảng 20 tuổi và phải đảm nhận việc chu cấp cho cô bác, anh chị em cùng người vợ mà ông đã cưới từ khi còn rất trẻ.
Trong một năm, hòn đảo hòn đảo phải trải qua nạn hạn hán nghiêm trọng, trong khi đó cánh đồng lúa của gia đình Kanamaru lại được phát hiện là có đủ nước; bị buộc tội lấy trộm nước, Kanamaru buộc phải chạy trốn khỏi gia đình, và đến Ginama, phần phía bắc (Kunigami) đảo Okinawa.

## Sự nghiệp quan trường
Sau nhiều năm sinh sống tại Ginama, có nhiều tranh chấp xuất hiện giữa Kanamaru và những người hàng xóm của mình. Ông rời Ginama và đến Shuri, kinh đô của vương quốc Lưu Cầu năm 1441, và trở thành một người hầu hay tùy tùng của hoàng thân Shō Taikyū. Sau khi Shō Taikyū trở thành vua vào năm 1454, Kanamaru trở thành người quản lý ngân khố của hoàng gia, và năm 1459 giành được chức vị Omonogusuku osasu no soba (御物城御鎖側 (ngự vật thành ngự tỏa trắc)), chịu trách nhiệm các vấn đề đối ngoại và thương mại. Ông cũng được cấp lãnh địa, và trở thành Ngự điện Uchima (内間御殿]] Uchima-udun).
Nổi lên một khác biệt về quan điểm giữa Kanamaru và Shō Toku, người kế vị Shō Taikyū vào năm 1461, có thể liên quan đến các tổn hao quân sự khi tiến hành đánh đảo Kikaigashima, khiến Kanamaru phải rời Shuri và lui về Uchima. Shō Toku đã chết ngay một thời gian sau đó, tuy nhiên, và trong cuộc thảo luận sau đó giữa các quan chức cao tuổi để chọn người kế vị, Kanamaru đã được lựa chọn và lên ngôi, và lấy tên hoàng gia là Shō En. Tuy nhiên sử gia George H. Kerr, lưu ý rằng sử sách chính thức được viết dưới sự bảo trợ của những người kế vị của Shō En; các chi tiết về các chết của Shō Toku vẫn còn một số huyền bí, và các ghi chép truyền thống chỉ đơn giản chỉ ra rằng có một sự thay đổi về lòng trung thành của các quý tộc và các quan hướng về phía Kanamaru, hay rằng những thành phần ủng hộ Kanamaru đơn giản là đông hơn những người bên cạnh vị vua trước.

## Trị vì

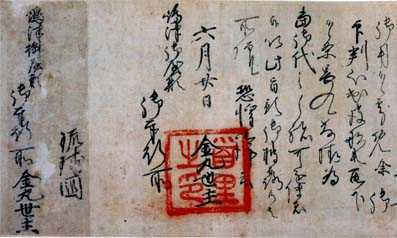
Một bức thư của vua Shō En cho người đứng đầu gia tộc Shimazu vào năm 1471.

Shō En đã lập nên triều đại Shō II, mang họ của quốc vương Lưu Cầu do nhà Minh ban cho. Ông cũng cấm các thành viên của hoàng tộc Shō trước đây được làm các tước quan cấp cao, và kết hôn với dòng tộc của triều đại mới, và từng bước nâng cao thanh thế của gia đình mình. Phụ thân của ông được tôn làm Vua của Izena, và một lăng mộ chính thức đã được xây cho bố mẹ của Shō En trên đảo Izena. Shō En cũng truy phong cho chị mình là "noro" của Izena; một dòng dõi là hậu duệ của bà tiếp tục tồn tại cho đến thế kỷ 20.
Thời kỳ trị vì của ông chứng kiến một sự thay đổi thể chế của triều đình hoàng gia, hướng tới một hệ thống quan liêu hơn và nhà vua là trung tâm của hệ thống đó. Người vợ thời trẻ của Shō En được tin là đã chết từ trước, nếu không thì đã ly thân với Kanamaru, trước khi ổng nổi lên tại thành Shuri. Ông có người con trai đầu tiên với người vợ thứ hai là Yosoidon. Shō En chết 1476, sau một vài năm trị vì, kế vị ông là người em trai Shō Sen'i.